# Патель, Ашмит
Ашмит Патель (хинди अश्मित पटेल, родился 13 января 1978 года в Мумбаи, Махараштра, Индия) — индийский актёр, снимающийся на языке хинди.

## Биография
Ашмит Патель родился в семье Ашы и Амита Патель. Его старшая сестра Амиша Патель — актриса. Его дед известный адвокат и политик Раджни Патель. Учился в США в Университете Texas at Austin, который закончил со степенью бакалавра по бизнесу в 2000 году.

## Карьера
Начинал свою карьеру в качестве ассистента режиссёра и работал с Викрамом Бхаттом над фильмами «Ты мне очень нравишься», «У любви нет цены», «Тайна» и «С риском для жизни». Его дебютом стала картина «Испытание любовью». В 2004 году вместе с Малликой Шерават и Эмраном Хашми снялся в одном из самых успешных фильмов года «Искушение замужней женщины».
В 2005 году снялся в триллере Сони Раздан «То, что ты видишь, убьет тебя» и в фильме Халида Мохаммеда «Искусство любить». Обе ленты провалились. В 2006 году снялся в главных ролях в фильмах «Отдаю тебе сердце» и «Бойцовский клуб». В 2007 году снялся в комедии «Камасутра в большом городе» вместе с Рекхой и Махимой Чаудхари. Его следующий фильм вышел Toss в 2009 году.
Патель был финалистом четвёртого сезона индийского реалити-шоу Bigg Boss.

## Фильмография
| Год  |     | Русское название               | Оригинальное название    | Роль                                    |
| ---- | --- | ------------------------------ | ------------------------ | --------------------------------------- |
| 2003 | мтф | Испытание любовью              | Inteha                   | Ранбир Оберой Викрам Ратхор Ракеш Шарма |
| 2004 | мтф | Искушение замужней женщины     | Murder                   | Судхир Сайгал                           |
| 2005 | ф   | То, что видишь, убьет тебя     | Nazar                    | Рохан Сетхи                             |
| 2005 | ф   | Искусство любить               | Silsiilay                | Никхил                                  |
| 2006 | ф   | Бойцовский клуб                | Fight Club: Members Only | Динеш                                   |
| 2006 | ф   | Бенарас: Город разбитых сердец | Banaras                  | Сохам                                   |
| 2006 | ф   | Отдаю тебе сердце              | Dil Diya Ha              | Кунал Малик                             |
| 2006 | ф   | Камасутра в большом городе     | Kudiyon Ka Hai Zamaana   | Амар                                    |
| 2009 | ф   | -                              | Toss: A Flip of Destiny  | Джош                                    |
| 2014 | ф   | Да здравствует победа!         | Jai Ho                   | Сумит                                   |